# Johann Joachim Eschenburg
Johann Joachim Eschenburg, född den 7 december 1743 i Hamburg, död den 29 februari 1820 i Braunschweig, var en tysk skriftställare.
Eschenburg blev 1777 professor i litteraturhistoria och 1814 meddirektor vid Carolinum i Braunschweig. En längre tid redigerade han det officiella Braunschweiger Magazin. Eschenburg uppmärksammade den engelska litteraturen genom Britisches Museum (1777–1780) och Annalen der britischen Literatur (1780–1781). Han fullföljde och reviderade den av Wieland påbörjade första fullständiga tyska översättningen av Shakespeares dramer: Shakespeares theatralische Werke (1775–1782, 2:a upplagan: "Shakespeares Schauspiele", 1798–1806), vilket skaffade honom ett varaktigt anseende. Som estetiker verkade Eschenburg genom utgivandet av Entwurf einer Theorie und Literatur der schönen Redekünste (1783; 5:e upplagan 1836), med därtill hörande Beispielsammlung (1788–1795), samt genom Lehrbuch der Wissenschaftskunde (1792; 3:e upplagan 1809) och Handbuch der klassischen Literatur, Alterthumskunde und Mythologie (1783; 8:e upplagan 1837). Nära förbunden med Gotthold Ephraim Lessing utgav han några av dennes efterlämnade skrifter och ombesörjde även upplagor av andra tyska författare.